# ジューロ・クレパ
ジューロ・クレパ（Đuro Kurepa, 発音: [dʑǔːrɔ kǔrɛpa]; セルビア式キリル綴り: Ђуро Курепа, ラテン文字表記例: Djuro Kurepa, 1907年8月16日 - 1993年11月2日）はユーゴスラビア（当時）の数学者。生涯で700本以上の本・論文等を発表した。
ヨーロッパ中の大学で講演を行い、さらにはヨーロッパに留まらずカナダ、キューバ、イラク、イスラエル、アメリカでも講演を開いた。「私は各国で19大学ずつぐらい回って講演した。初めはユーゴスラビアから……」と遺している。彼の甥は、著名な数学者スヴェトザル・クレパである。

## 若年期
1907年、当時はオーストリア＝ハンガリー帝国の支配下にあったクロアチア＝スラヴォニア王国のMajske Poljaneで生まれた。クレパは Rade, Andelija Kurepa 夫妻の14人兄弟の末っ子として生まれた。彼は Majske Poljane で教育を受け、Glina でも継続した。そしてクリジェヴツィの高校を卒業した。1931年にはザグレブ大学で数学と物理の学位号を取得。同年、数学の助手教員として働き始める。クレパはコレージュ・ド・フランスとパリ大学に行き、1935年にはそこで博士号を取得。彼の指導はフランス人数学者モーリス・ルネ・フレシェが行った。クレパの論文にはEnsembles ordonnées et ramifiés という題が付けられた。

## 中年期
クレパはポーランドのワルシャワ大学とパリ大学で博士取得後の教育を受けた。1937年、ザグレブ大学の助教授になり、翌年准教授になった。教授となったのは1948年とされている。第二次世界大戦の終結とユーゴスラビア社会主義連邦共和国の成立ののち、彼はアメリカの5大学（マサチューセッツ州ケンブリッジのハーバード大学、イリノイ州シカゴのシカゴ大学、カリフォルニア州のカリフォルニア大学バークレー校とロサンゼルス校、ニュージャージー州プリンストン市にあるプリンストン高等研究所、ニューヨーク州ニューヨークシティにあるコロンビア大学） を訪問した。

## 晩年期
1965年、クレパはベオグラード大学に移籍し、数理論理学と集合論の分野の研究に集中した。クレパはセルビア科学芸術アカデミー、ユーゴスラビア科学芸術アカデミー（1991年にクロアチア科学芸術アカデミーに改称） などいくつかの組織の会員であった。彼はまた、the Society of Mathematicians and Physicists of Croatia の創始者で会長も務めた。雑誌Mathematica Balkanicaの創刊者兼編集長、Yugoslav National Committee for Mathematicsやthe Balkan Mathematical Society、そしてthe Union of Yugoslav Societies of Mathematicians, Physicisists and Astronomersなどの会長も務めた。1976年にAVNOJ賞を受賞、1977年にベオグラード大学を引退した。

## 影響
クレパは集合論にいくつかの影響を及ぼした。クレパ木は彼の名に因む。クレパのザグレブ大学時代同僚であった Kajetan Śeper は次のように言っている。

クレパ教授は数学者や教師というだけでなく、文字通りの意味で、科学者で哲学者でヒューマニストであった。彼はクロアチアの数学基礎論,数理論理学の創始者で先駆者であった。現代のクロアチア,ユーゴスラビアの数学の理論の基盤は彼によるところが大きい。彼は数理科学の触媒,起爆剤であり、使者であったのだ。

## 参照
1. 1 2 3 4 5 6  Mijajlović, Žarko (1995). Đuro Kurepa. 57. pp. 13–18 2007年1月1日閲覧。.
2. 1 2 3 4  O'Connor, John J.; Robertson, Edmund F., “ジューロ・クレパ”, MacTutor History of Mathematics archive, University of St Andrews.
3. ↑  “Umro istaknuti matematičar Svetozar Kurepa - Dnevnik.hr”.   Dnevnik.hr (2010年4月2日). 2015年4月9日閲覧。
4. ↑  “The Founding of the Academy”.   Croatian Academy of Sciences and Arts (2004年12月23日). 2006年9月28日時点のオリジナルよりアーカイブ。2007年1月1日閲覧。